# Christakis (cantante de folk)
Christos Syrpos (Griego: Χρήστος Σύρπος) (Estambul, 1924 - Salónica, 1 de junio de 1981), más conocido por su nombre artístico Christakis, fue un cantante y compositor de folk griego, famoso por sus canciones "Ta Baglamadákia", "Tha Zíso Eléfthero Poulí" y "Ématha pos eísai mágkas".

## Biografía
Nació en Estambul en 1924 pero creció en Drama, donde trabajó como plomero. Entró en el campo del canto con el estímulo y ayuda de las rebetas Kósta Kapláni. En el período 1950-1967 cantó como segunda voz y tocó la guitarra y el baglamas junto a grandes nombres de la canción popular (Póly Pánou, Gióta Lýdia, etc). Se convirtió en un gran éxito después de mediados de los 60 con «Na chareís ta mátia sou kalé» de St. Zafeiríou - Panos Gavalas. Luego, con su característica extraña interpretación "aguda", revivió «Ématha pos eísai mánkas», «I gáta» y continuará dinámicamente con «Poulí» («Tha zíso eléfthero poulí»), «Stis tavérnes trigyrnás», «H Kikítsa», «Paízoun ta baglamadákia», etc. Hizo un revuelo en los centros y fue llamado "el griego Johnny Hallyday".
Después del Metapolitismo cayó en la oscuridad, ya que los gustos musicales habían cambiado. Christakis se ganaba la vida cantando en un centro popular de Kavala, cuando sufrió su primer derrame cerebral. 

## Muerte
Murió el 1 de junio de 1981 en la IKA de Salónica y fue enterrado en Kavala. Su cuerpo se encuentra actualmente en el Primer Cementerio de Drama.

## Discografía
- 1968 - Peniés Kaimoí Kai Óneira
- 1969 - Ta Kéfia Tou Christáki
- 1969 - Christákis 2
- 1976 - Oi Epitychíes Mou
- 1976 - Máthima Próton
- 1985 - Ta Laïká Tou Christáki
- 1994 - Paízoun Ta Baglamadákia
- 1995 - Gia Pánta
- 1997 - Megáles Epitychíes
- 1997 - Omónymo
- 1998 - Xenýchti Me Fonázoune
- 2001 - Greatest Hits
- 2002 - Tha Zíso Eléfthero Poulí